# Lista de presidentes da Assembleia Legislativa do Piauí
Segue abaixo a relação dos presidentes da Assembleia Legislativa do Piauí no pós-Estado Novo.

## Relação dos presidentes
Durante vinte e oito anos, o comando do legislativo piauiense coube ao vice-governador do estado e desde 1975 o presidente passou a ser escolhido entre os parlamentares.
| Ordem   | Presidentes da Assembleia Legislativa do Piauí | Mandato   | Naturalidade        | Unidade federativa | Notas                   | Referências                        |
| ------- | ---------------------------------------------- | --------- | ------------------- | ------------------ | ----------------------- | ---------------------------------- |
| 1º      | Epaminondas Castelo Branco                     | 1947      | Buriti dos Lopes    | Piauí              | [ nota 2 ]              | [ 1 ]                              |
| 2º      | Osvaldo da Costa e Silva                       | 1947-1951 | Amarante            | Piauí              | [ nota 3 ]              | [ 2 ]                              |
| 3º      | Milton Brandão                                 | 1951-1955 | Pedro II            | Piauí              |                         | [ 2 ] [ 3 ]                        |
| 4º      | Ferreira de Castro                             | 1955-1959 | Floriano            | Piauí              | [ nota 4 ]              | [ 2 ] [ 4 ]                        |
| 5º      | Tibério Nunes                                  | 1959-1962 | Oeiras              | Piauí              | [ nota 5 ]              | [ 2 ]                              |
| 6º      | Manoel da Silva Dias                           | 1962-1963 | São Raimundo Nonato | Piauí              | [ nota 6 ]              |                                    |
| 7º      | João Clímaco d'Almeida                         | 1963-1966 | Teresina            | Piauí              | [ nota 7 ]              | [ 2 ] [ 5 ]                        |
| 8º      | José Odon Maia Alencar                         | 1966      | Picos               | Piauí              | [ nota 8 ]              |                                    |
| 9º      | João Clímaco d'Almeida                         | 1966-1970 | Teresina            | Piauí              | [ nota 9 ]              | [ 2 ] [ 5 ]                        |
| 10º     | Joaquim Bezerra                                | 1970-1971 | Pio IX              | Piauí              | [ nota 10 ]             |                                    |
| 11º     | João Lobo                                      | 1971      | Floriano            | Piauí              | [ nota 11 ]             |                                    |
| 12º     | Sebastião Leal                                 | 1971-1975 | Uruçuí              | Piauí              | [ nota 12 ]             | [ 2 ]                              |
| 13º     | Bona Medeiros                                  | 1975-1977 | União               | Piauí              |                         |                                    |
| 14º     | Freitas Neto                                   | 1977-1979 | Teresina            | Piauí              |                         | [ 6 ]                              |
| 15º     | Afrânio Nunes                                  | 1979-1981 | Amarante            | Piauí              |                         |                                    |
| 16º     | Humberto Silveira                              | 1981-1983 | Jaicós              | Piauí              |                         |                                    |
| 17º     | Waldemar Macedo                                | 1983-1985 | São Raimundo Nonato | Piauí              |                         |                                    |
| 18º     | Sabino Paulo                                   | 1985-1987 | São João do Piauí   | Piauí              |                         |                                    |
| 19º     | Luciano Nunes                                  | 1987-1989 | Oeiras              | Piauí              |                         |                                    |
| 20º     | Kleber Eulálio                                 | 1989-1991 | Teresina            | Piauí              | [ nota 13 ]             |                                    |
| 21º     | Jesualdo Cavalcanti                            | 1991-1993 | Corrente            | Piauí              |                         | [ 7 ]                              |
| 22º     | Sebastião Leal                                 | 1993      | Uruçuí              | Piauí              | [ nota 14 ]             |                                    |
| 23º     | Robert Freitas                                 | 1993-1995 | José de Freitas     | Piauí              |                         | [ 8 ]                              |
| 24º     | Juraci Leite                                   | 1995-1999 | Pedro II            | Piauí              | [ nota 15 ]             |                                    |
| 25º     | Kleber Eulálio                                 | 1999-2005 | Teresina            | Piauí              | [ nota 13 ]             |                                    |
| 26º     | Themístocles Filho                             | 2005-2022 | Teresina            | Piauí              | [ nota 16 ] [ nota 17 ] | [ 9 ] [ 10 ] [ 11 ] [ 12 ]         |
| 27º     | Franzé Silva                                   | 2022-2025 | Buriti dos Lopes    | Piauí              | [ nota 18 ] [ nota 19 ] | [ 13 ] [ 14 ] [ 15 ]               |
| 28º     | Severo Eulálio                                 | Atual     | Teresina            | Piauí              | [ nota 20 ]             | [ 15 ] [ 16 ] [ 17 ] [ 18 ] [ 19 ] |
| Fontes: |                                                |           |                     |                    |                         |                                    |

Legenda
| Cor        | Significado                                                               |
| Azul claro | Vice-governadores que exerceram a presidência da Assembleia Legislativa.  |
| Bege       | Nos impedimentos do vice-governador assumia o deputado vice-presidente.   |
| Verde      | Deputados estaduais eleitos para a presidência da Assembleia Legislativa. |